# Улита (река)
Улита — река в России, протекает по Кольскому району Мурманской области. Длина реки — 32 км, площадь водосборного бассейна — 678 км².
Вытекает из северной оконечности озера Улита, лежащего на высоте 112 метров над уровнем моря. Течёт в общем северном направлении по берёзово-сосновому лесу. Порожиста на всём протяжении. Устье реки находится в 38 км по правому берегу реки Тулома на высоте 18,2 метра над уровнем моря. В низовьях имеет ширину 45 метров и глубину 3 метра.
В 27 км от устья, по правому берегу реки впадает река Тальша. Другие притоки — Шерстяной (лв), Круглый (лв), Западный Анис (лв).

## Данные водного реестра
По данным государственного водного реестра России относится к Баренцево-Беломорскому бассейновому округу, водохозяйственный участок реки — Тулома от Верхнетуломского гидроузла и до устья. Речной бассейн реки — бассейны рек Кольского полуострова, впадает в Баренцево море.
Код объекта в государственном водном реестре — 02010000412101000001331.